# Norwogonina
Norwogonina es una flavona, un compuesto químico de flavonoides  que se encuentra en la planta Scutellaria baicalensis.